# Jamal Rashid
Jamal Rashid (en árabe: جمال رشيد عبد الرحمن يوسف‎; Al Muharraq, Baréin, 7 de noviembre de 1988) es un futbolista de Baréin que juega en la posición de extremo y que actualmente milita en el Muharraq Club de la Liga Premier de Baréin.

## Carrera

### Club
| Periodo   | Club                |
| --------- | ------------------- |
| 2006-2011 | Al-Ahli Manama      |
| 2010      | → Riffa SC (cedido) |
| 2011–2012 | Dhofar Club         |
| 2012–2013 | Al-Ahli Manama      |
| 2013–2014 | Al-Nahda Club       |
| 2014–     | Muharraq Club       |

### Selección nacional
Debutó con Baréin en 2007 y participó en la Copa Asiática 2019 donde anotó un gol.

## Logros

### Club
- Liga Profesional de Omán (1): 2013-14
- Copa FA de Baréin (1): 2007
- Copa Federación de Omán (1): 2012

### Individual
- Goleador de la Copa de Naciones del Golfo de 2017 (2 goles)